# 469219 Камооалева

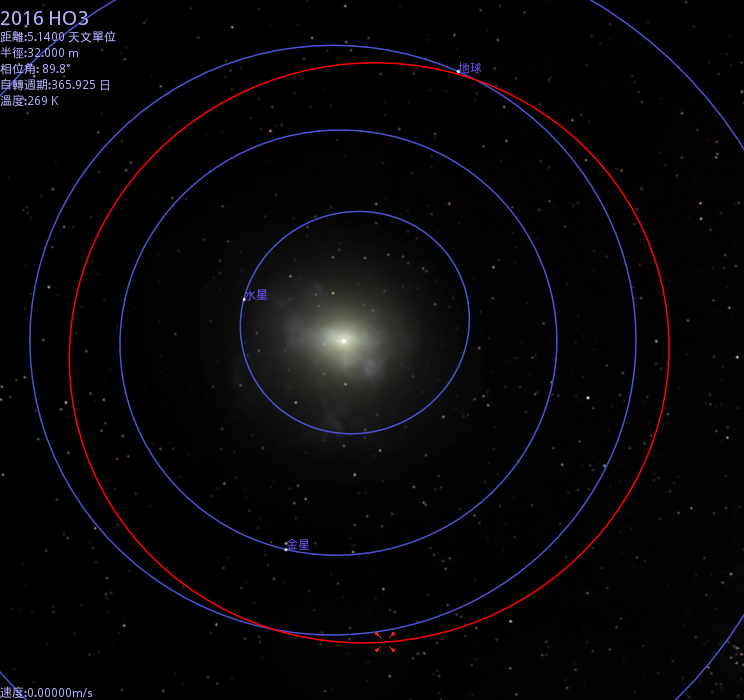

469219 Камооалева (469219 Kamoʻoalewa, попереднє позначення 2016 HO3) — навколоземний астероїд і квазісупутник Землі, відкритий 27 квітня 2016 року. Розрахунки показують, що 2016 HO3 був стабільним квазі-супутником Землі протягом майже століття, і він буде ним ще протягом багатьох століть. Стандартна зоряна величина — 24,183m. Мінімальна відстань наближення астероїда до Землі становить 0,0345404 а.о. Орбіта астероїда постійно змінюється. Небесне тіло має діаметр від 40 до 100 метрів.